# Гостиварци
Гостиварци (единствено число гостиварец/гостиварка, на албански: Gostivarli) са жителите на град Гостивар, Северна Македония. Това е списък на най-известните от тях.

## Родени в Гостивар
А — Б — В — Г — Д –
Е — Ж — З — И — Й –
К — Л — М — Н — О –
П — Р — С — Т — У –
Ф — Х — Ц — Ч — Ш –
Щ — Ю — Я

### А
- Александър Георгиев (1912 – 1988), югославски партизанин, инженер
- Арбен Таравари (р. 1973), северномакедонски политик
- Асаф Адеми (р. 1980), северномакедонски политик

### Б
- Бесим Догани (р. 1972), северномакедонски политик, заместник-председател на Събранието
- Бурхан Адеми (р. 1930), югославски политик

### В
- Вукан Диневски (1927 – 2006), актьор от Социалистическа република Македония

### Г
- Григорий Поптрифонов (1839 – 1931), български свещеник деец на ранното Българско възраждане в Македония

### Е
- Елеса Касо (р. 1961), северномакедонски актьор

### И
- Ибрахим Ибрахими (р. 1967), северномакедонски политик, министър

- Иван Нефов Милев (1880-?), македоно-одрински опълченец, на 1 април 1943 година като жител на Провадия подава молба за българска народна пенсия; молбата е одобрена и пенсията е отпусната от Министерския съвет на Царство България.[1]

### Й
- Йован Манасиевски (р. 1968), северномакедонски политик, депутат от Либералнодемократическата партия

### Л
- Лазо Наумовски (1923 – 1978), писател за деца от Социалистическа република Македония
- Лятифе Шиковска (р. 1960), северномакедонски политик

### Н
- Неджати Якупи (р. 1973), северномакедонски политик, министър

### П
- Павле Арсоски (р. 1967), северномакедонски офицер, генерал-майор
- Пано Дафчов Арнаудов, македоно-одрински опълченец, 30-годишен, халваджия, ІV отделение, четата на Дончо Златков[2]
- Панче Поповски (1924 – 1944), югославски партизанин и деец на НОВМ

### Р
- Ратко Богоев (1922 – 1990), югославски партизанин и македонски политик

### С
- Стефан Петров, български опълченец, ІI опълченска дружина, убит на 9 август 1877 г.[3]
- Сюлейман Рушити (р. 1972), северномакедонски политик, министър

### Т
- Траян Китанов (1878 – 1952), български просветен деец и революционер
- Тодор Чаловски (1945 – 2015), писател от Република Македония
- Тодор Молов, опълченец участник в Кресненско-Разложкото въстание в четата на Георги Пулевски

### Ф
- Фуркан Чако (р. 1985), северномакедонски политик, министър без ресор

### Х
- Харалампие Поленакович (1909 – 1984), учен от Социалистическа Република Македония

### Я
- Яким Бойков (1882 – 1903), български революционер на ВМОК, четник при Стоян Бъчваров, загинал при сражението с турски аскер в Карбинци[4]

## Починали в Гостивар
- Григорий Поптрифонов (1839 – 1931), български свещеник деец на ранното Българско възраждане в Македония
- Дамян Гаврилоски (1912-1976), свещеник в град Гостивар син на свещеник Филип Гаврилоски.

- Методия Попоски (1884 – 1951), български екзархийски свещеник

## Други
- Матея Матевски, (р. 1929 – 2018), северномакедонски поет, по произход и израснал в Гостивар
- Томе Серафимовски (р. 1935 – 2016), северномакедонски скулптор, академик, живее в Гостивар
- Ферид Мурад (1936 – 2023), американски лекар и фармаколог, носител на Нобелова награда за медицина, по произход от Гостивар